# SS France (1960)
O SS France foi um navio de passageiros francês originalmente operado pela Compagnie Générale Transatlantique (Transat) e construído pela Chantiers de l'Atlantique em Saint-Nazaire. Ele foi pensado para reestabelecer o prestígio naval francês e substituir o SS Île de France e o SS Liberté, além de competir com os britânicos RMS Queen Mary e RMS Queen Elizabeth da Cunard Line. A construção do France começou em setembro de 1957 e foi lançado ao mar em maio de 1960, tornando-se a embarcação mais comprida já construída na história até então e uma das mais rápidas.
O navio realizou sua viagem inaugural em fevereiro de 1962 com estrelas de cinema, membros da aristocracia e empresários a bordo. Ao chegar em Nova Iorque foi recebido com celebrações e uma recepção de gala. O France se tornou uma embarcação popular no Oceano Atlântico, porém o aumento do tráfego aéreo diminuiu cada vez mais seu número de passageiros e o navio passou a depender de subsídios do governo francês para poder operar. A Transat passou a empregar a embarcação cada vez mais em viagens de cruzeiro ao redor do mundo para combater a queda de passageiros, também enfrentando dificuldades nesse mercado apesar de sua popularidade na função.
O governo francês votou em 1974 em reduzir os subsídios concedidos ao France em favor do Concorde, forçando a Transat a encerrar as operações do navio. Ele permaneceu atracado no porto de Le Havre por anos sem ser usado até finalmente ser comprado em 1979 pela Norwegian Cruise Line. A embarcação foi levada para a Alemanha Ocidental, convertida em um navio de cruzeiro pelos estaleiros da Bremerhaven e renomeado para SS Norway. Ele voltou ao serviço em 1980 e continuou a ser popular entre os passageiros pelas duas décadas seguintes, passando nesse tempo por novas reformas que adicionaram dois conveses em sua superestrutura e aumentaram sua capacidade e tonelagem.
Uma de suas caldeiras explodiu acidentalmente em 25 de maio de 2003, matando sete tripulantes e ferindo outros dezessete. O Norway, então já com mais de quarenta anos em atividade, foi tirado de serviço e ficou parado em uma doca até a Norwegian Cruise Line finalmente anunciar em março de 2004 que ele seria aposentado permanentemente. Três meses depois foi rebocado até a Malásia e vendido como sucata em dezembro do ano seguinte. Ele foi renomeado como SS Blue Lady para fazer sua última viagem até a Índia, sendo desmontado entre 2007 e 2008 em Alang.